# Ermita de San Pelayo (Villacibio)
Situada en el pueblo de Villacibio (Palencia, Castilla y León y a escasos 5 km de la Ermita de los Santos Justo y Pastor de Olleros de Pisuerga. Dista unos 1200 m del pueblo y está excavada en una roca arenisca situada en un altozano en el pago denominado San Pelayo, mirando al poniente y a unos 200 m de un pequeño arroyo conocido como arroyo Monegro. Destaca por su arcaísmo materializado en dos primitivos arcos de herradura excavados en la roca.

## Historia
Es un antiguo eremitorio, que ya se cita dentro de las propiedades del Monasterio de Santa María de Mave conocido también como Priorato de Mave al hacer cesión del mismo con todas sus posesiones Doña Urraca al prior del Monasterio de San Salvador de Oña, denominando a esta ermita "Cueva de San Pelayo" el 5 de julio de 1121, lo cual nos indica que ya en el siglo XII, este lugar había sido abandonado al culto.
Este templo hay que ubicarlo dentro del movimimiento eremítico que desde los siglos VII en adelante tienen lugar en la zona Norte palentino-burgalesa y el enclave cántabro de Valderredible. 
En torno al año 1945 se tapió su entrada para evitar que fuera utilizada por mendigos, hasta que en la década de los 80 del siglo XX, se derrumbó el tapiado de la entrada y en su lugar se colocó una verja de hierro.
En su entorno inmediato no se localiza ninguna necrópolis, pero sí en un monte poblado de pinos y robles, situado justo frente a la entrada de la ermita trazando una línea imaginaria, a unos 800 m de distancia, cruzando perpendicularmente la carretera que va desde Santa María de Mave a Pozancos (Palencia), donde se localizan varias tumbas antropomorfas excavadas en un promontorio de roca arenisca, tal vez relacionadas con este eremitorio. 
Cercana a San Pelayo, se encuentra también la ermita denominada Las Covaritas en el término del vecino pueblo de La Rebolleda (enclave de la provincia de Burgos dentro de la provincia de Palencia), pero en torno al año 1945 fue dinamitada para evitar que fuera habitada por nómadas o trashumantes de la época.
Ver Blog: http://villacibio.blogspot.com/

## Descripción

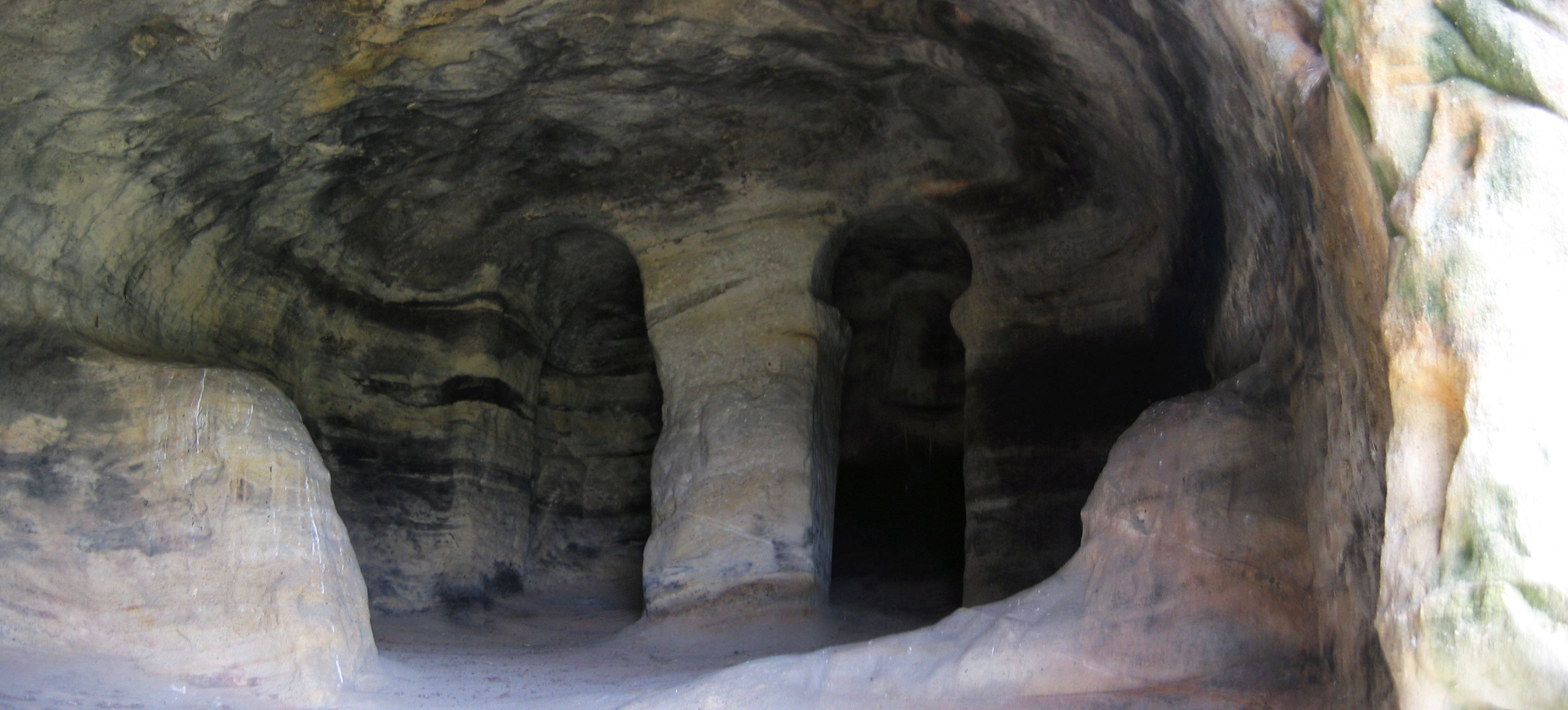
Cabecera separada por dos primitivos arcos de herradura.

La ermita rupestre de San Pelayo fue excavada por la mano del hombre en una cresta de arenisca próximo al fondo del valle. La puerta de acceso queda un poco en alto, lo que hace pensar en la existencia de escalones que desaparecieron. 
Es de una sola nave, orientada de este a oeste, que se encuentra separada de la cabecera o presbiterio 
por una pequeña pared 
conservada parcialmente. A su vez el ábside queda separado del presbiterio por un arco doble que parte de un pilar central prismático. Estos arcos, uno de medio punto y el otro en forma de herradura muy primitivo, dividen la cabecera en dos ambientes comunicados entre sí, en el más exterior sería desde donde el presbítero oficiaría el culto, mientras que en el fondo de la cabecera, estaría destinado a albergar reliquias u objetos litúrgicos en sendos pequeños altarcillos en nicho con sus correspondientes oquedades excavados en la roca. 

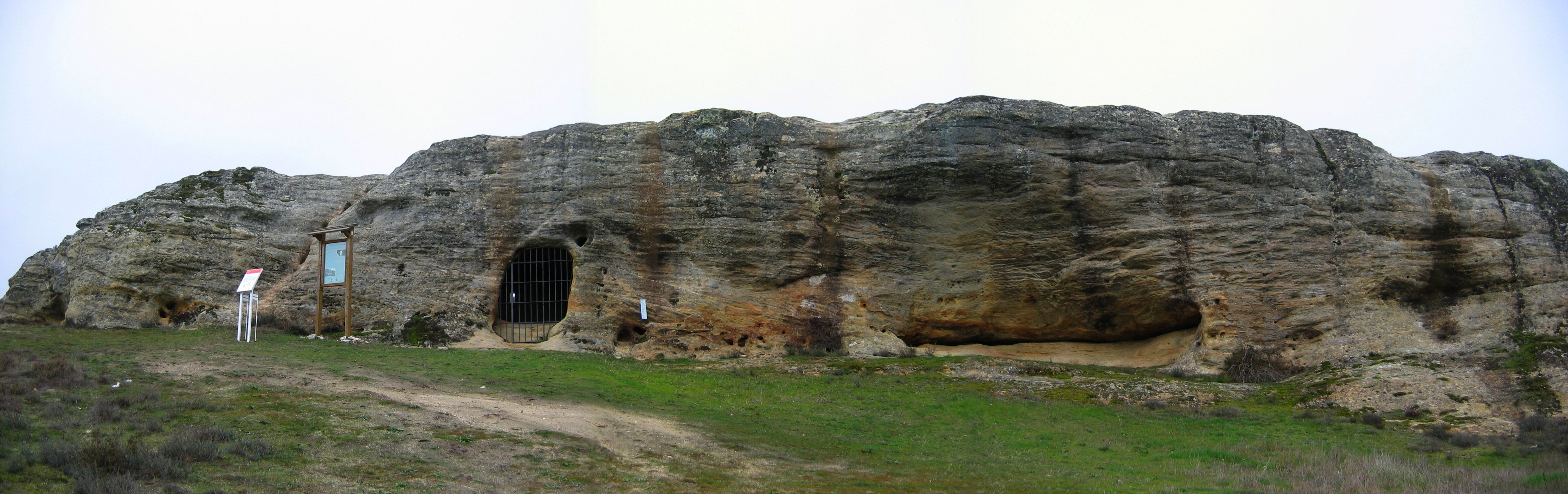
Vista general
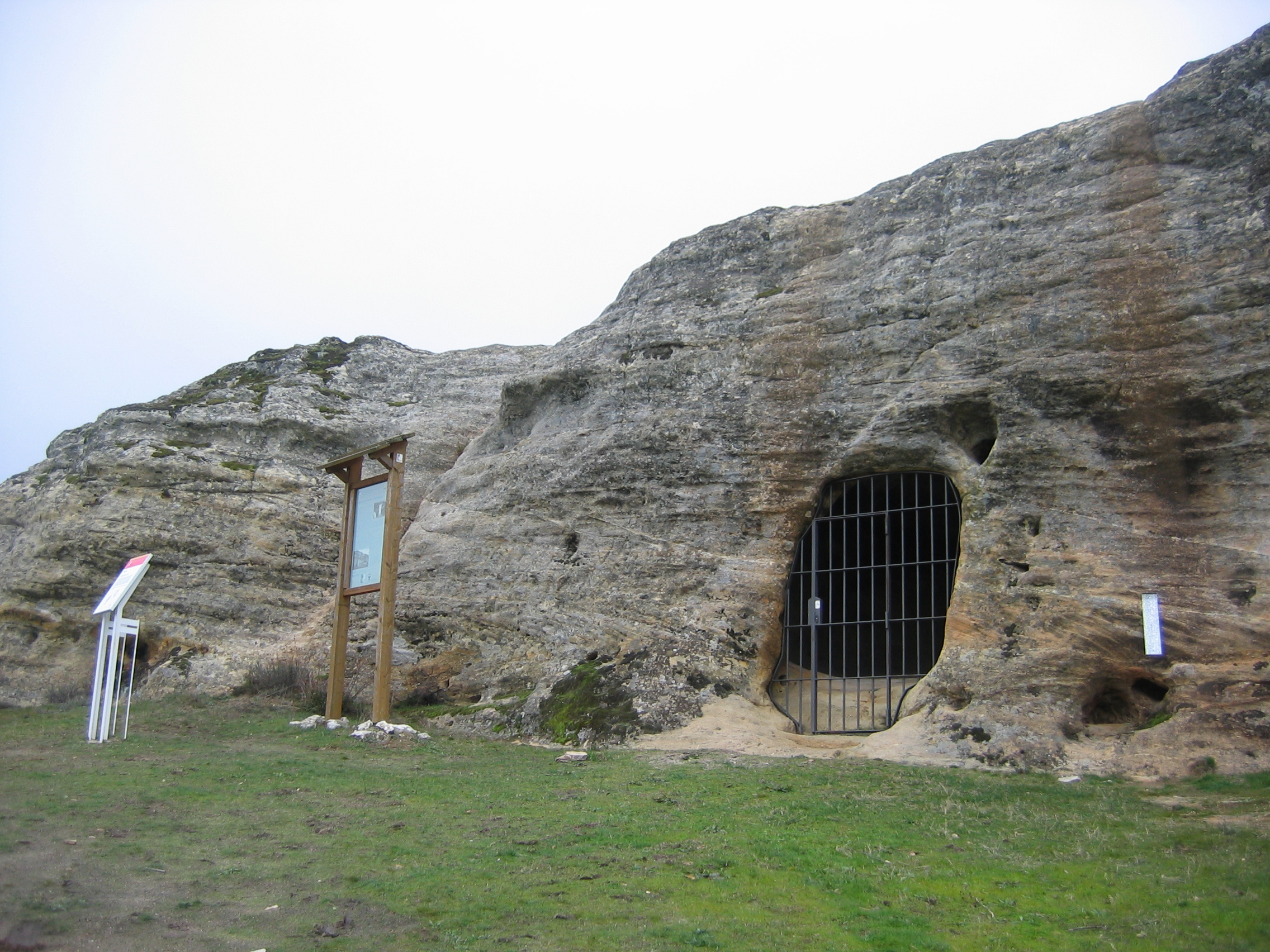
Entrada principal
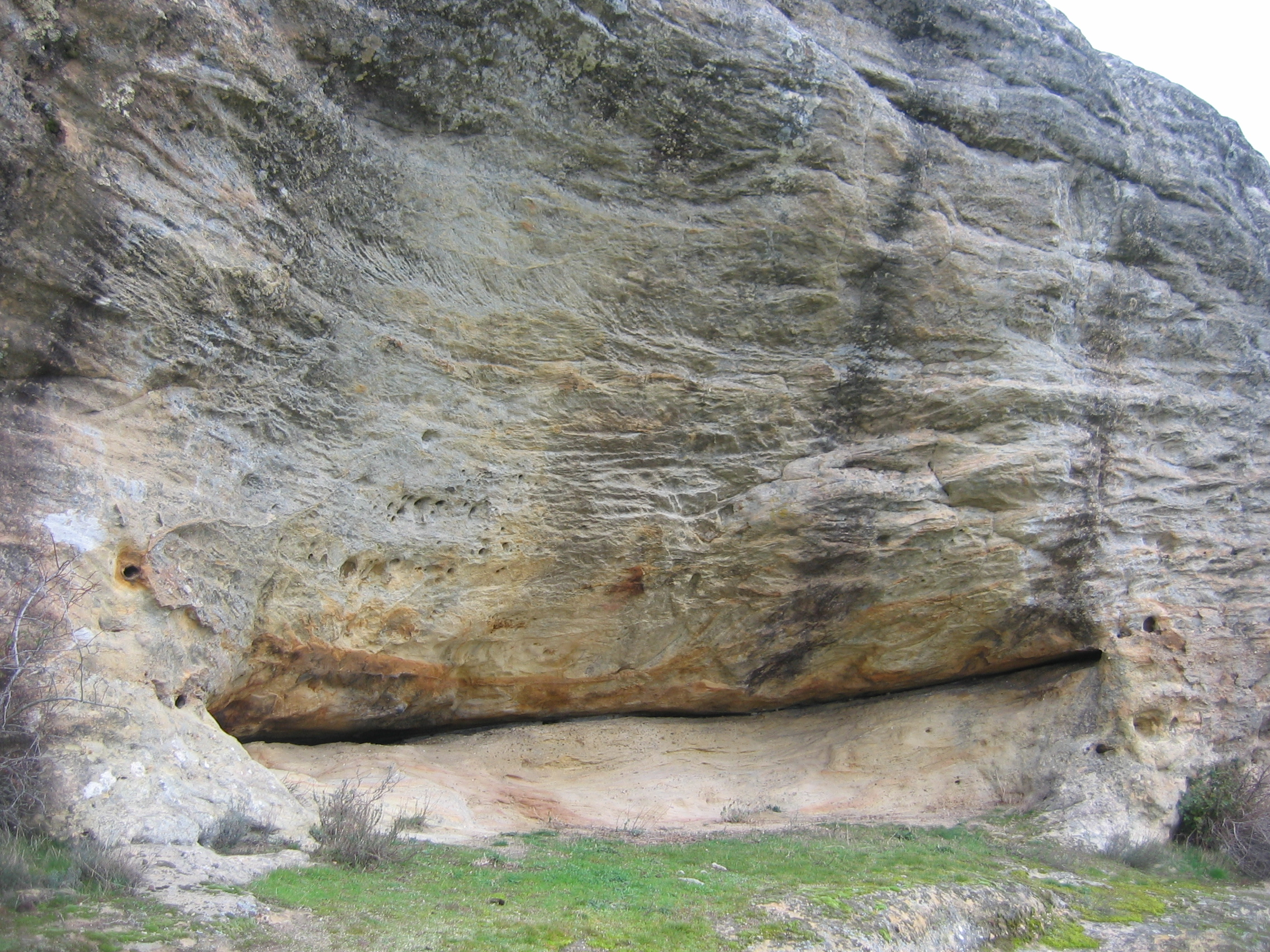
Lauras Exteriores y restos de anclajes para habitáculos
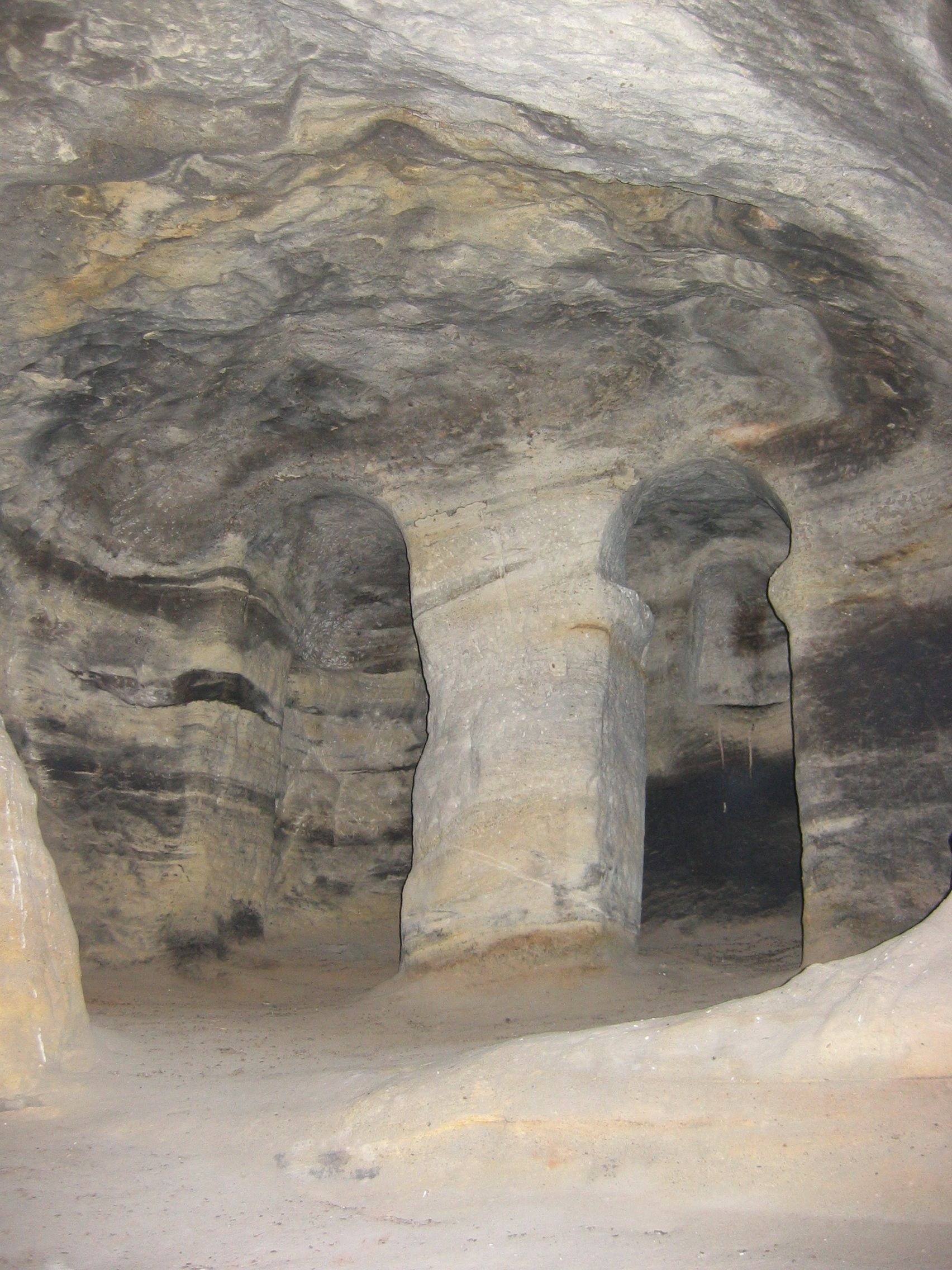
Tras ellos, circunvalación con dos pequeños altarcillos en nicho con sus correspondientes oquedades para guardar reliquias u objetos litúrgicos